# Orchestre d'Ulster
L'Orchestre d'Ulster est le premier orchestre symphonique d'Irlande du Nord et l'un des principaux au Royaume-Uni. 

## Historique
L'orchestre d'Ulster a été fondé en 1966 à Belfast par le Conseil des arts d'Irlande du Nord.
Depuis 1997 l'orchestre est en résidence au Waterfront Hall de Belfast.
En 2019, Daniele Rustioni est nommé directeur musical de l'orchestre.

## Chefs d'orchestre
Comme directeurs musicaux de l'orchestre se sont succédé :
- Maurice Miles (en) (1966-1967)
- Sergiu Comissiona (1967-1969)
- Edgar Cosma (1969-1974)
- Alun Francis (1974-1976)
- Bryden Thomson (1977-1985)
- Vernon Handley (1985-1989)
- Yan Pascal Tortelier (1989-1992)
- En Shao (1992-1995)
- Dmitri Sitkovetsky (1996-2001)
- Thierry Fischer (2001-2006)
- Kenneth Montgomery (en) (2007–2010)
- JoAnn Falletta (2011–2014)
- Rafael Payare (2014–2019)
- Daniele Rustioni (depuis 2019)

## Créations
L'Orchestre d'Ulster est le créateur d'œuvres de Rodion Chtchedrine (Concerto pour orchestre no 5 « Quatre chants russes », 1998) et Ian Wilson (en) (Man-o'-War, 2001), notamment.

## Discographie
- Œuvres d'Arvo Pärt sur le disque Orchestral Works, dirigé par Takuo Yuasa, chez Naxos (2000)